# Heike Naujoks
Heike Angela Naujoks (* 1973 oder 1974) ist eine deutsche Radfahrerin der Special Olympics.

## Leben
Naujoks wohnt derzeit in Saalfeld/Saale in Thüringen und arbeitet seit ca. 2010 im Büro; derzeit in einer Werkstatt für behinderte Menschen. Sie trainiert bei den Saalfelder Werkstätten der Diakoniestiftung Weimar Bad Lobenstein.
Naujoks nahm erstmals 2006 als Tischtennisspielerin an Special Olympics teil. Bei den Nationalen Winterspielen 2009 in Inzell, 2013 in Garmisch-Partenkirchen und 2017 in Willingen konnte sie im Skilanglauf Medaillen erringen. 2013 und 2017 nahm sie als Skilangläuferin an den Weltwinterspielen in Pyeongchang in Südkorea und Schladming in Österreich teil. 2012 nahm sie als Kugelstoßerin (Leichtathletik) erstmals an Nationalen Sommerspielen teil. Bei den Nationalen Sommerspielen 2014 fuhr sie Mountainbike. Im selben Jahr nahm sie mit dem Rennrad an den Europäischen Sommerspielen in Antwerpen teil.

## Erfolge (Auswahl)
- 2012: eine Silbermedaille bei den Nationalen Sommerspielen in München (Kugelstoßen)[5]
- 2014: zwei Goldmedaillen und eine Silbermedaille bei den Europäischen Sommerspielen in Antwerpen (Radfahren)[5]
- 2016: drei Goldmedaillen bei den Nationalen Sommerspielen in Hannover (Radfahren)[5]
- 2018: drei Goldmedaillen bei den Nationalen Sommerspielen in Kiel (Radfahren)[5]
- 2019: eine Goldmedaille und zwei Silbermedaillen bei den Special Olympics World Summer Games in Abu Dhabi (Radfahren)[6]
- 2023: zwei Silbermedaillen bei den Special Olympics World Summer Games in Berlin (Radfahren)[7]